# Kosów (Krasne)
Kosów – część wsi Krasne w Polsce, położona w województwie lubelskim, w powiecie lubartowskim, w gminie Uścimów.
W latach 1975–1998 Kosów należał administracyjnie do województwa lubelskiego.